# Дум-метал
Дум-метал (англ. Doom metal від doom — доля) — різновид важкого металу, піджанр екстремальної музики, що сформувався у середині 1980-х років. Предтечею вважається Black Sabbath котрий першим застосував подібне виконання в титлі однойменного альбому. Одними з перших засновників жанру є зокрема Trouble, Pentagram та Candlemass. З часом, у 1990-х, було утворено додаткові стилістичні піджанри. Попри повільні, у порівнянні з іншими «екстрим» жанрами, темпи належить до них через більшу виконавчу та технічну експресію у порівнянні з класичним хеві.
Дум-метал сам по собі ніколи не досягав піку популярності, як такого, та ніколи не належав до «мейнстрімових» напрямків важкої музики (як, наприклад, глем-метал, індастріал-метал, гранж та ін.), але традиційно є однією із найважливіших впливових сил метал-андеграунду.

## Історія

### Прото-дум (1970-ті)

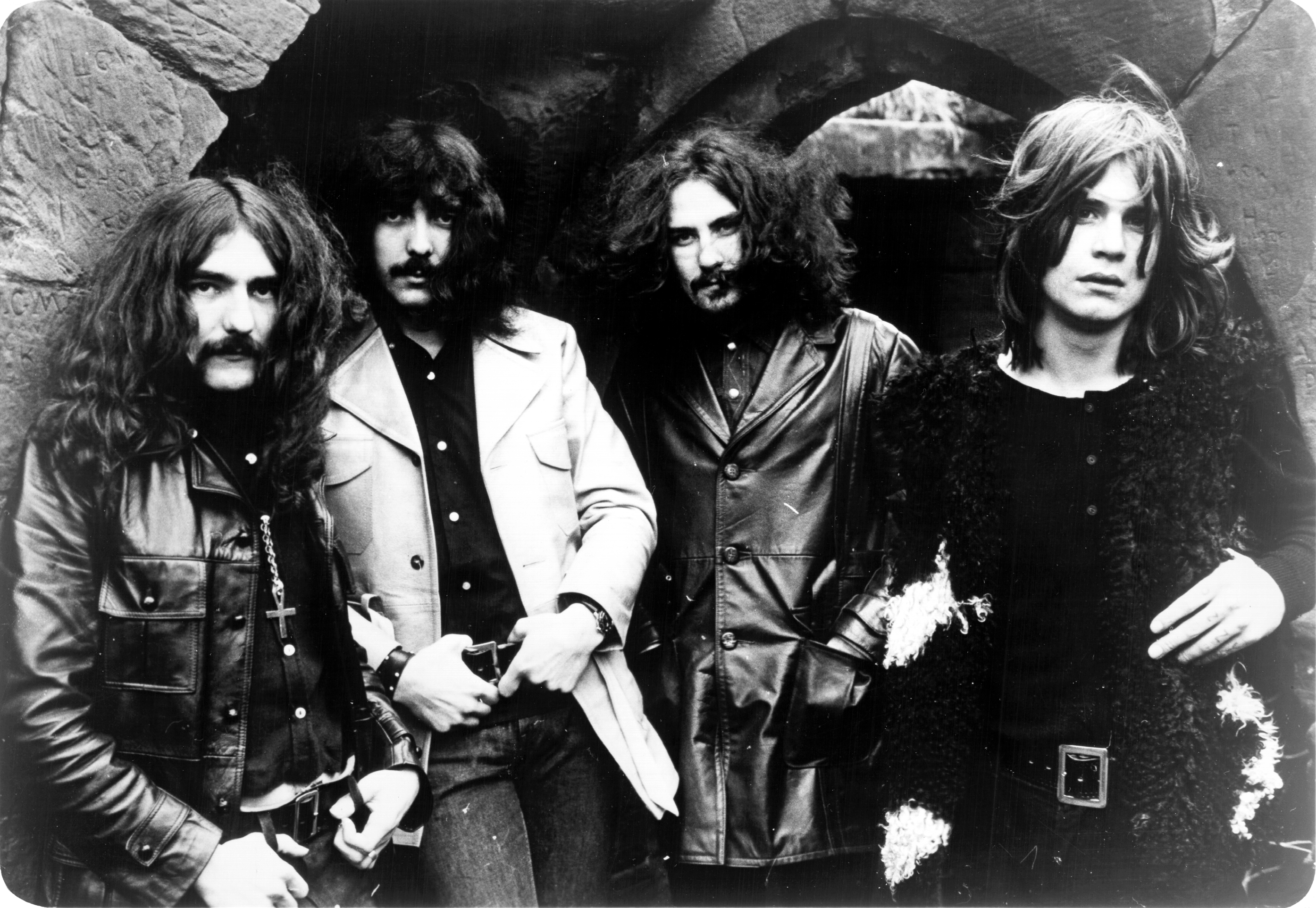
Black Sabbath у 1970 році, в період створення перших альбомів

Витоки дум-металу беруть початок на стику 1960-тих та 1970-тих років, коли деякі андеграундні гурти хард- та психоделічного року почали експериментувати з окультною тематикою та візуальними образами, підставою для яких була відповідна музична атмосфера. Серед таких колективів можна виділити Coven, Electric Funeral, Black Widow, Bedemon, Iron Claw та деякі інші. Особливої уваги вартий американський гурт Coven, оскільки їх імідж та пісні, як на той час, були надзвичайно сміливими: вони експлуатували сатанинську тематику лірики і сценічний імідж. І, хоча, це більше стосується візуального образу, а не музичної складової, важливим тут є саме інтерес до подібних табуйованих тем, що певним чином посприяло подальшим новаторським ідеям у рок-музиці.
Проте, найдалі в цьому напрямку пішов британський колектив Black Sabbath. Їх дебютний однойменний альбом, який вийшов у 1970 році, загальноприйнято вважається початковою точкою розвитку хеві-металу, та, водночас, заклав основи і для дум-металу. Титульна композиція «Black Sabbath» була важким блюзом у повільному темпі, зі зловісною атмосферою та текстом про Сатану. За словами самих учасників гурту, вони черпали натхнення у фільмах жахів та вирішили, що якщо моторошні фільми мають успіх у аудиторії, то і моторошна музика також повинна знайти свого слухача.
Успіх першого альбому Black Sabbath посприяв розвитку концепції повільної зловісної музики на їх наступних альбомах першої половини 1970-тих років, що втілилось на таких композиціях, як «Electric Funeral», «Hand Of Doom», «Into the Void», «Cornucopia», «Sabbath Bloody Sabbath» та ін.
Іншим гуртом, який активно працював в цей час та надалі справив помітний вплив на розвиток жанру, була команда із США Pentagram, та їхній сайд-проект Bedemon, хоча вони і не досягали такої популярності, як Black Sabbath.
Однак, іще довгий час для цієї музики не існувало якоїсь окремої назви і розвиток жанру дум-металу не відділявся від розвитку хеві-металу, незважаючи на те, що піонери хеві-металу, які з'явились у другій половині 1970-тих років (Judas Priest, Motorhead, Iron Maiden та ін.), рухались в напрямку більшої швидкості виконання. Тому, можна констатувати, що конкурентів або послідовників у Black Sabbath в цей час не було.

### Традиційний дум (1980-ті)

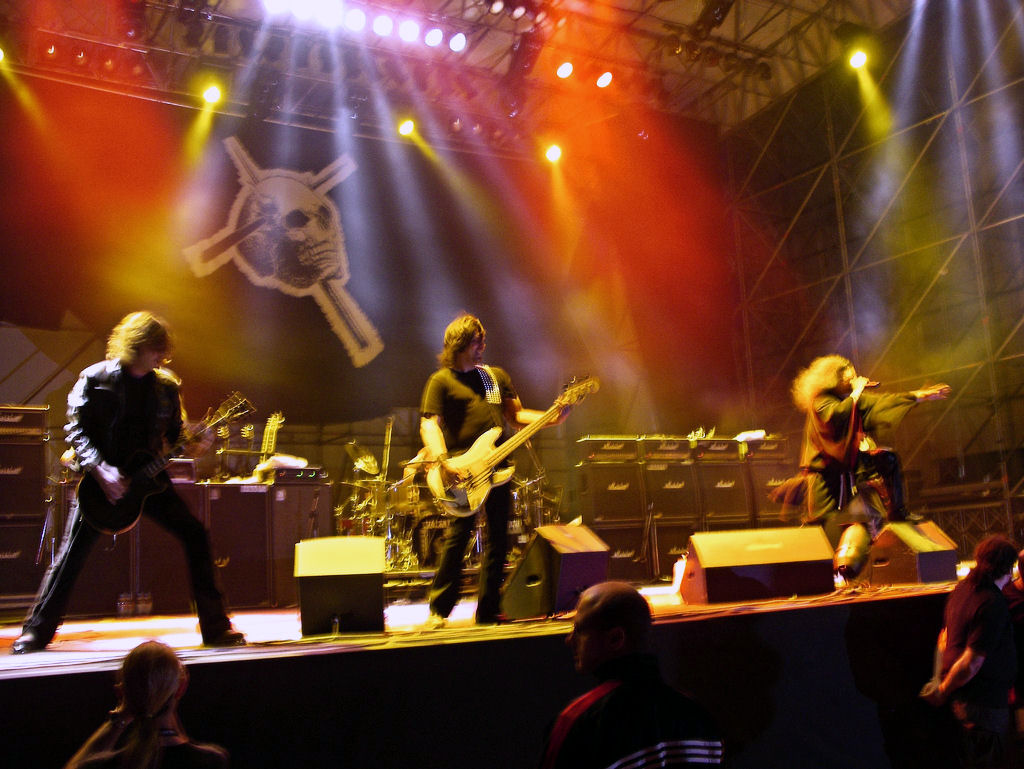
Candlemass

На стику 1970-тих та 1980-тих років здійнялась «Нова хвиля британського хеві-металу», проте серед її представників виявились колективи, які, на противагу своїм колегам по цеху, не вдавались до загальноприйнятих тенденцій щодо швидкості виконання та «драйву» і почали використовувати музичний спадок Black Sabbath — в першу чергу тут слід згадати гурти Pagan Altar та Witchfinder General. Для їх музики були характерні середній та повільний темп, дещо окультна, ритуальна або зловісна атмосфера.
В США в той же час також з'явились послідовники Black Sabbath, такі як The Obsessed, Trouble, Saint Vitus. Також, тут варто знов згадати про Pentagram, адже тільки у 1985-му році вони, нарешті, спромоглися на випуск свого першого однойменного альбому.
1986-го року шведський гурт Candlemass випустив перший альбом «Epicus Doomicus Metallicus», який, нарешті, дав назву давно сформованому різновиду хеві-металу. В останні роки 1980-х з'явились такі колективи, як Cathedral, Count Raven, Solitude Aeturnus, творчість яких разом з вищезгаданими у цьому абзаці гуртами зараз прийнято вважати зразком традиційного дум-металу. Поняття «традиційний дум-метал» з'явилось значно пізніше, для ідентифікації саме цієї «класичної» версії дум-металу — ближчої до хеві-металу, з «чистим» вокалом. Протягом 1984 року двоє американських піонерів жанру також випустили свої дебютні альбоми — Saint Vitus випустив свій однойменний альбом, а гурт Trouble — Psalm 9. Того ж року американський гурт Cirith Ungol (утворений у 1971 році) випустив свій другий студійний альбом King of the Dead, який багато хто розглядає як ранній вплив на дум-метал. Наступного року американський гурт Pentagram продовжив випуск свого дебютного альбому Relentless. Шведський гурт Candlemass також виявилися впливовими з їх першою платівкою Epicus Doomicus Metallicus у 1986 році, від якої епічний дум-метал отримав свою назву.

### Нова хвиля (1990-ті)

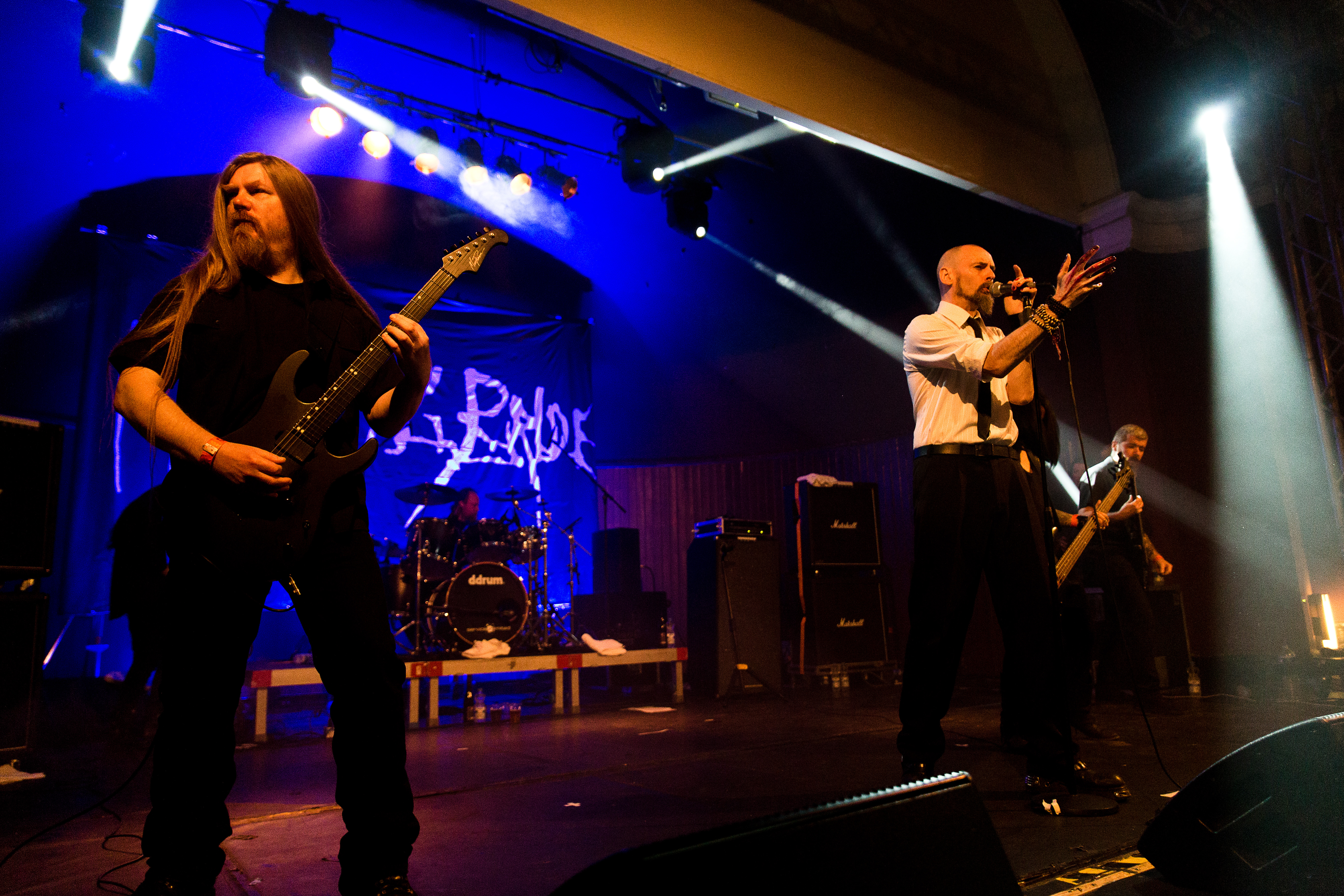
My Dying Bride

Однак, дуже скоро після того, як дум-метал сформувався як самостійний жанр, він почав брати безпосередню участь у формуванні нових напрямків. Метал-гурти, які з'явились в кінці 1980-тих та на початку 1990-тих років, більшою чи меншою мірою запозичували концепції дум-металу (повільний темп, зловісна атмосфера), тому подальша його історія може бути розглянута як одночасний розвиток багатьох пов'язаних або не пов'язаних між собою гілок, які так, чи інакше, належать до сім'ї дум-металу.
На базі експериментів гурту Melvins, з'явились гурти, які почали поєднувати атмосферу дум-металу з панк-роком, що привело до появи сладж-металу (Eyehategod, Crowbar, Acid Bath, Grief, Buzzoven, Iron Monkey, Dystopia та ін.).
Творчість Trouble та Cathedral, де традиційний дум був більшою мірою насичений рок-н-рольними та блюзовими а також психоделічними музичними складовими, та, певною мірою, позитивною атмосферою, привела до появи стоунер-металу (Bongzilla, Weedeater, Corrosion Of Conformity, Church Of Misery та ін.).
Сладж, стоунер та власне, дум, в свою чергу, в середині 90-тих років знайшли поєднання у творчості стоунер-дум колективів (Sleep, Electric Wizard, Acid King та ін.).

Найбільш масивний пласт дум-металу у цей час утворили дет-метал колективи, які створили піджанр дет-дум-метал, суміщуючи думову атмосферу, важкість дет-металу і горловий вокал. Цей напрямок підхопила велика кількість груп: Winter, Disembowelment, Anathema, Paradise Lost, My Dying Bride, Saturnus, Katatonia, October Tide, Novembers Doom, та ін. Насиченою елементами думу також була музика дет-метал гуртів Autopsy, Bolt Thrower, Asphyx.

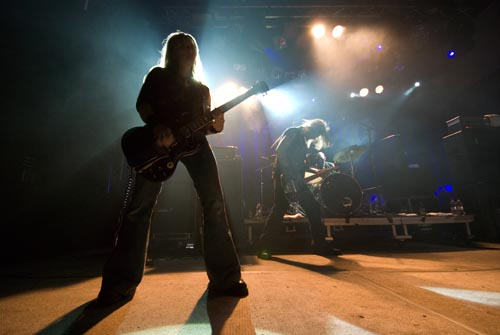
Electric Wizard

У музиці гурту Funeral розвинулась атмосфера крайнього відчаю, суму, депресії та спустошеності і це дало назву субжанру фюнерал-дум.
Перетнулась із дум-металом також творчість гуртів готичного металу, таких як Type O Negative, Tiamat, Lake of Tears, що сформували готик-дум-метал. Пізніше до використання готичних елементів вдались також деякі з піонерів дет-думу.
Нарешті, експерименти групи Earth привели до появи екстремально повільного та мінімалістичного субжанру дроун-металу, який вирізнився вкрай повільним темпом виконання, повною відсутністю «драйву», соло-партій, і складних гітарних риффів, як таких, та часто з відсутністю вокалу та/або барабанів.

### Наш час (2000-ні)
У 2000-них роках подальший розвиток дум-металу відбувався, як правило, в уже сформованих субжанрах.
Особливо потужною стала генерація нових дет-дум гуртів, більшість яких одночасно можуть бути віднесені до фюнерал-думу (Shape of Despair, Evoken, Mournful Congregation, Doom:VS, Swallow the Sun, Ahab, Acid Witch та ін.), фактично, вони і сформували обличчя дум-металу початку 2000-них років.
Відзначились активністю стоунер-дум колективи (Bongripper, Ufomammut, Conan, YOB, Goatsnake, Ramesses, Dopethrone та ін.) та дроун-дум (SunnO))), Black Boned Angel, Boris, Nadja, Corrupted та ін.).
Також знайшлось багато нових представників і у традиційного думу (Reverend Bizarre, Pallbearer, Isole, Hour of 13, Lord Vicar, Krux та ін.).
Значною мірою можна вважати дум-метал причетним до появи пост-металу.

## Характеристика
Характеризується «важким» і досить монотонним звучанням, переважно атмосферним психоделічним вокалом, домінуючими є помірні та повільні темпи. Окрім традиційного інструментального складу: бас, гітари низького регістру та ударні інструменти нерідко додаються непритаманні екстрим-металу інструменти та засоби — хори, дзвони, органи тощо. Традиційним початково був «чистий» вокал, пізніше під впливом дезу та блеку набув поширення ґроул.
Дум має багато спільних рис з готик-металом: насамперед повільний темп та темну атмосферність. Проте першому притаманний потужніший, «важчий», звук, домінування жорстких партій та менша загальна мелодійність. У свою чергу відмінність готику в більш активному використанні клавішних, інструментів класичної музики, елементів індастріалу, жіночого вокалу та непритаманної думу лірики неоромантизму.

## Дум-метал в Україні
В Україні дум-метал, загалом, не здобув широкої популярності, але деяким колективам дум- так довкола-думових напрямків вдалось добитись відомості в андеграундних колах: Mournful Gust, I Miss My Death, Te Deum, Полинове Поле, Mournful Gust, Grimfaith, Mental Torment, Vin De Mia Trix, Mozergush, Bomg, Celophys, Ethereal Riffian, Soom, 1914, Gamardah Fungus, Forever Wasted, Mother Witch & Dead Water Ghosts, Ritual Service. Один із найуспішніших на сьогоднішній день рок-гуртів України Stoned Jesus на ранніх етапах виконував музику із значним впливом дум-металу.
Проводиться декілька більш-менш регулярних тематичних фестивалів, які присвячені прямо, чи опосередковано, дум-металу: «Doom Over Kiev» (Київ), «Robustfest» (Київ), «Electric Meadow» (Львів).